# Ángeles Caso
María de los Ángeles Caso Machicado (Gijón, 16 de julio de 1959), más conocida como Ángeles Caso, es una escritora, traductora, periodista, editora, política y feminista española.

## Biografía
Hija de José Miguel Caso González, que fue catedrático de la Facultad de Filología, especialista en el siglo XVIII y llegó a ser rector de la Universidad de Oviedo. En su adolescencia, Ángeles Caso estudió idiomas (habla inglés, francés, italiano y portugués), música y danza.
Se licenció en geografía e historia, especialidad historia del arte, pero tuvo la oportunidad de presentar el programa Panorama regional en su Asturias natal, encaminando sus primeros pasos hacia el periodismo. Durante 1985 y 1986 presentó el Telediario de TVE y el programa de entrevistas La tarde. A los 35 años da un giro en su vida y se aleja, sin dejarlo nunca del todo, del periodismo para iniciar su carrera literaria.

## Trayectoria
Ha trabajado en instituciones culturales como la Fundación Príncipe de Asturias o el Instituto Feijoo de Estudios del siglo XVIII de la Universidad de Oviedo y en diferentes medios de comunicación como Televisión Española, Cadena SER, Radio Nacional de España y varios periódicos y revistas.
En 2001 ganó el premio Fernando Lara de novela con Un largo silencio. En 1994 fue finalista del Premio Planeta con El peso de las sombras, galardón que finalmente ganó el 15 de octubre de 2009 por su novela Contra el viento.
Alterna la narrativa con ensayos históricos en los que presta especial atención a la Edad Moderna y la visión de la mujer a lo largo de la Historia. También es autora del guion de la película Deseo (2002), de Gerardo Vera.
En mayo de 2015 se presentó a las elecciones municipales en el puesto número 13 de la lista de la plataforma ciudadana Somos Oviedo, impulsada por formaciones políticas como Podemos y Equo y por otras organizaciones sociales. La formación logró 6 concejalías por lo que finalmente Ángeles Caso quedó fuera del consistorio.
En marzo del año 2016 lanza su primer proyecto colectivo a través de una plataforma de micromecenazgo,  Ellas Mismas. Autorretrato de pintoras resultado de años de investigaciones de Ángeles Caso como historiadora del arte especializada en género. Esta obra reúne alrededor de 100 obras de unas 75 artistas pintoras y fotógrafas pioneras. En 2017 salió a la luz otro proyecto, bajo micromecenazgo, Grandes Maestras. Mujeres en el Arte Occidental. Renacimiento Siglo XIX.
En la actualidad es la emprendedora propietaria de la editorial La Letra Azul. En ella, en diciembre de 2017 se reeditó la obra de Dolores Medio Nosotros, los Rivero rescatando el texto original del Archivo General de la Administración de Alcalá de Henares, donde se ha conservado la documentación de la censura durante la dictadura franquista. Incluye un prólogo escrito por Ángeles Caso en el que se narra la historia de la obra y los documentos descubiertos en el Archivo General de la Administración así como las cartas del censor rechazando la novela y de la autora defendiendo su publicación y prestándose a quitar lo que los censores consideraran.
En 2018 apareció su tercer proyecto bajo la forma de micromecenazgo, como medio de conseguir la financiación necesaria para sacarlo adelante, PINTORAS, grandes artistas que (se) pintaron muy bien. Se trata de un libro infantil, siendo los textos de Ángeles Caso y las ilustraciones de Laura López Balza. Que niñas y niños se eduquen en igualdad es la esencia de este libro, mostrando como las mujeres también forman parte de la historia del arte. Contiene los autorretratos y las vidas de 25 grandes artistas femeninas de todos los tiempos, desde las manos de las pintoras prehistóricas de El Castillo (Cantabria) hasta Ángeles Santos, pasando por Sofonisba Anguissola, Artemisia Gentileschi, Elisabeth Vigée-Lebrun, Mary Cassatt, Frida Kahlo y tantas otras.
En julio de 2025 se anunció que a partir de septiembre, Caso presentaría el programa de radio, El ojo crítico, los fines de semana en Radio 1 de Radio Nacional de España, de 12:30 a 13:30 horas. Espacio cultural que ella condujo en 1993. 

## Premios y reconocimientos
- Premio Fernando Lara de novela con Un largo silencio en el año 2001.
- Premio Planeta por su novela Contra el viento en 2009.
- Premio a la Mejor Novela Extranjera en China, 2010.[8]
- Premio de Buenas Prácticas de Comunicación no Sexista de la Asociación de Mujeres Periodistas de Cataluña en 2011.[9]
- Premio Literario Giuseppe Acerbi por la novela Un largo silencio en 2012.[10]
- Medalla de oro de la Universitat Jaume I de Castellón en 2022.[9]

## Obra

### Libros
- Asturias desde la noche. 1988. Guía.
- Elisabeth, emperatriz de Austria-Hungría o el hada. 1993. Biografía de Sissi, emperatriz de Austria-Hungría.
- El peso de las sombras. 1994. Novela. Finalista del XLIII Premio Planeta 1994.
- El inmortal. 1996. Cuento. En el recopilatorio: Érase una vez la paz.
- El mundo visto desde el cielo. 1997. Novela.
- El resto de la vida. 1998. Novela.
- El verano de Lucky. 1999. Novela.
- La trompa de los monos. 1999. Cuento. En el recopilatorio: Mujeres al alba.
- La alegría de vivir. 1999. Cuento. En el recopilatorio: Hijas y padres.
- Un largo silencio. 2000. Novela. Ganadora del V Premio Fernando Lara de novela.
- Giuseppe Verdi, la intensa vida de un genio. 2001. Biografía del compositor italiano Giuseppe Verdi.
- Las olvidadas, una historia de mujeres creadoras. 2005. Ensayo.
- Contra el viento. 2009. Novela. Ganadora del LVIII Premio Planeta 2009.
- Gauguin. El alma de un salvaje.[11]
- Donde se alzan los tronos. 2012. Novela. Editorial Planeta.
- Rahima Begum. 2013. Biografía. Editorial Pictorama.
- Todo ese fuego. 2015. Novela biográfica sobre las hermanas Brontë.
- Ellas mismas. Autorretrato de pintoras. 2016. Proyecto colectivo lanzado a través de micromecenazgo.[12]
- Grandes Maestras. Mujeres en el Arte Occidental. Renacimiento Siglo XIX. 2017. Proyecto de micromecenazgo.
- PINTORAS, grandes artistas que se pintaron muy bien. Editorial Libros de la Letra Azul. 2018.[13]
- Quiero escribirte esta noche una carta de amor. Editorial Lumen, 2019.[14]
- Las desheredadas. Una historia de mujeres creadoras. Siglos XVIII y XIX. Editorial Lumen, 2023.

### Traducciones
- Poemas, Emily Brontë. Editorial Planeta, 2015.
- Napoleón Bonaparte y Josefina de Beauharnais, Correspondencia, para el libro Napoleón y Josefina. Cartas, en el amor y en la guerra, Editorial Fórcola, Madrid, 2014.[15]
- Relaciones peligrosas, Choderlos de Laclos. Editorial Planeta, Barcelona, 2009.[16]
- Memorias privadas, Madame Roland. Ediciones Siruela, Madrid, 2008.[17]
- Buen Criollo, Adolpho Caminha. Pre-Textos, Valencia, 2005.[18]
- Aspectos de Chopin, Alfred Cortot. Alianza Editorial, Madrid, 1986.[19]

### Artículos
- Felices aromas (y fiestas).[20]
- Persiguiendo a Atenea.[21]
- Amigo chimpancé.[22]
- La tierra al fin leve.[23]
- La fiambrera.[24]
- Por los muertos y los vivos[25]
- Elogio de la utopía.[26]
- Opinión de Patricia Bejarano en los libreros de Benedetti.[27]
- Una escritor en Facebook.[28]
- Dos cantantes catalanas.[29]
- Las pintoras prehistóricas.[30]
- La buena educación.[31]